# Дикштейн, Григорий Ефимович
Григорий Ефимович Дикштейн (род. 4 ноября 1936 года, Харьков, Украинская ССР, СССР) — русский поэт, бард, композитор. Лауреат и член жюри многочисленных городских, республиканских и всесоюзных конкурсов и фестивалей авторской песни.

## Биография
Григорий Дикштейн родился 4 ноября 1936 в Харькове. Стихи начал писать с 14 лет, песни — с 1960 года.
В Америку Григорий Дикштейн переехал в 1992 году, где стал работать дизайнером. Помимо основной работы (дизайнер), он встречался со своими слушателями в Америке, Канаде, Франции, Израиле, Германии, России, Украине.

## Творчество
В Москве были записаны на фирме «Мелодия» три авторских диска «…и отзовётся эхо!» (1987), «Как это делалось…» (1989), «Танго с секретом» (1990).
В США вышли магнитные альбомы «Песни Григория Дикштейна» (1992), «Как это делалось…» (1992) и «Две души» (1995), компактные диски «Крылья клеенные воском» (1998), «Старое танго с секретом» (1999), «Как это делалось…» (2001 год, ремейк пластинки), «Лаокоон и другие…»(2003), «Слепок с натуры» (2006) и юбилейный сборник «Пересыхающий ручей» (2006 г., Музпром, Москва). В 2020 в Чикаго вышел очередной диск — «Приметы времени».
Григорий Дикштейн был признан одним из самых известных авторов бывшего Советского Союза (20 имён) в чешском сборнике песен «Оркестр доброй надежды» (1987 год, издательство «Tatran», Прага), а также в подобном словацком сборнике песен «Атланты держат небо» (издательство «Maj») (18 имён).
На русском радио «Новая жизнь» (Чикаго) с 1994 года Григорий Дикштейн ведёт передачи «Поющие поэты». На русском телевидении (Нью-Йорк) были выпущены три передачи (автор Иван Менжерицкий, передача «Сядь со мною рядом») о творчестве Григория Дикштейна. Подобные передачи были сделаны Нателлой Болтянской (Москва) на радио «Эхо Москвы», «Арсенал» и Виктром Топалером)"В Нью Йорке с Виктором Топалером") 28 марта 2010 года.
В 1995 году в Чикаго вышла книга песен и стихов Григория Дикштейна «…и отзовётся эхо!» (зарегистрирована и находится в Библиотеке Конгресса США). В 2001 году в издательстве «Фолио» (Украина) вышла вторая книга стихов «Мы дети погонь и агоний». В 2020 году вышла третья книга «Приметы времени».
Песни и стихи Григория Дикштейна вошли в многочисленные сборники и журналы России и других бывших республик Союза (в частности: «Гении рифмы. 500 лучших стихотворений мировой поэзии», «Реноме» 1998 год, «Антология авторской песни» под редакцией Д. Сухарева, и «Антология бардовской песни» под редакцией Р. Шипова, «Смена» и др.).
Некоторые стихи переведены на чешский, словацкий, иврит, английский, французский языки.

## Оценка творчества
- Нателла Болтянская (радиожурналист, поэт, бард):

Григорий Дикштейн для меня особая статья авторской песни. Во-первых, человек безоговорочно отважный. Ведь только отважный человек может решиться дополнить цикл рассказов Бабеля своими песнями, и только очень талантливый человек может при этом не повторить классика, а найти собственное звучание А ещё, многие песни Дикштейна поют не зная, кто автор. По идее — это высшая степень признания. Но позвольте не утрачивать имя этого автора — Григория Дикштейна, и позвольте не согласиться с его собственным мнением о том, что «Завтра будем из прошлого века…», — он современен, как только может быть современен человек, поцелованный Богом в талантливый и упрямый лоб.
- Александр Городницкий (поэт, бард)

Я считал и считаю, что именно стихи являются основой авторской песни. Не расхожие штампы, не проходные тексты их общих слов, которые в последнее время стали выдавать за авторскую песню, а именно стихи. И лучшие песни Григория Дикштейна подтверждают это. В строках его песен вспыхивают «черви-козыри осин», «с листа играет ветер Листа», «бесценному глупец назначит цену». Пронзительно звучат слова памяти Александра Галича: «Душа в толпе — в стогу иголка, беда изгоя — не беда…»
В наши дни в стихах широко печатающихся поэтов, и не только в стихах, звучат глухие или явные ноты зла и кликушества, сеющие рознь и недоверие друг к другу. А в песнях Григория «Есть Любовь и Надежда,… есть Любовь и Свобода, а третьего нам не дано!» Будем надеяться, что эхо на эти песни отзовётся.
- Вероника Долина (поэт, бард)

Быть, петь, и не желать себе ничего боле — стало уже хорошим тоном в нашей будничной песне. Дело в том, что я считаю эти музыкальные стихи песнями наших будней. Где-то есть и песни праздников, надо полагать. Но в поэзии будней помещается всё: трудности и надежды, стиснутость зубов и нежная беззащитность, прошлое, настоящее. Нелегкие, грустные наши дни. Будни сильнее праздников, их просто больше. И вот идёт сквозь эти наши будни человек с гитарой — не мальчишка уж, идёт, поёт, ничего себе не просит. Но посмотрите -какая обаятельная его зрелость, какой сочный колорит в строчках и интонациях, а это умение отыскать радость во всём!
- Александр Дольский (поэт, бард)

…Как творческая личность Григорий Дикштейн для меня интересен очень, очень давно. Потому что он своеобразен, ни на кого не похож, у него свой почерк… В связи с этим, вы знаете, что такое свой почерк? Это так трудно понять! Как я Моцарта отличаю от Гайдна… так и у Гриши отчетливо виден свой стиль, совершенно ни на кого не похожий… Вот он рядом с нами… Живёт, поёт, — мы зачастую, плохо вслушиваемся… А у него есть свой стиль в поэзии, в музыке и в подаче… Он очень талантливый человек. Я его люблю…
Ну, а как о человеке, я могу сказать так: он соответствует всем самым высоким эталонам русского интеллигента…
(из интервью с тележурналистом 23 канала ТВ.Семеном Гольдштейном. Чикаго. США 1994 год)
Юлий Ким (поэт, бард, драматург)
Сочинять песни для театра — дело не простое. Знаю по собственному опыту… Так вот Григорию и такое по плечу. У него есть превосходные песни к спектаклям по прозе И.Бабеля и В.Шукшина… А сколько ещё будет!
- Евгений Клячкин (бард)

Гришенька! Дожили все же мы и до афиш, и до пластинок… Давай жить долго! Это так интересно!
- Владимир Ланцберг (поэт, бард)

Эти песенки я слышу
Полтора десятка лет…
Я люблю Дикштейна Гришу
И конца любви той нет.
Рвись струна в душевном стоне,
Пусть легчает на душе…
И «Оранжевые кони»
Замирают в «Камыше»…
(1990)
- Лев Ленчик (поэт писатель, эссеист)

…Несмотря на романтический оптимизм и лирику, Дикштейн — по-настоящему драматичен. Просто это черта его поэтики происходит, видимо, не из природной склонности к надрыву и коллизии, а из простой человеческой порядочности. Поэт, проживший жизнь в стенах «строгого режима», не может не быть драматичным уже по одному этому факту.
Стих Блока «мы дети страшных лет России» стал хрестоматийным. Мы износили его в бесконечных цитатах, как будто он о нас — о «детях» эпохи развитого социализма. С приходом Галича, мы перестали быть детьми. Мы стали «сволочами»: «Как гордимся мы, сволочи, что он умер в своей постели». Казалось бы, что ещё можно добавить к этой предельно испепеляющей эволюции образа от Блока до Галича? Но оказывается, можно:
Мы дети погонь и агоний
С дымящейся пеной у рта…
В моем восприятии, этот вершинный образ Дикштейна, как бы, соединяет лексическую перекличку Блока и Галича — нашу родимую отеческую темочку — в единый неразрывный трагический узел. И дети, и сволочи вместе. Потому что"дети погонь" — это не только погоняемые, но и погоняющие в равной степени. Сочтемся славою. Говоря так, я, разумеется, не имею в виду, что эта «доводка» известного образа до последней грани трагизма произошла у поэта на какой-то умозрительной основе. Мол, сидел, сидел на завалинке — и придумал. Нет, такие стихи не имеют, понятно, ничего общего с техникой рационального ремесленничества. Такие стихи вырываются из горла — да! — но и вместе с горлом, с глоткой, со всеми потрохами. Надо, черт знает как, остро и глубоко переживать каждую клеточку бытия, своего и чужого, чтобы такой стих случился. Именно случился, пришёл, свалился, как случаются подчас немота или прозрение. О даре уже не говорю — здесь все налицо. Образ «погонь и агоний» — по гармонии, по корневому ассонансу звука и смысла можно сравнить разве что с образами такого непревзойденного в этом деле мастера, как Окуджава: «наша судьба — то гульба, то пальба».(1989)
- Борис Чичибабин(поэт)

То что я читал и слышал, было подлинной поэзией, то-есть, самым главным, обнадеживающим и прекрасным в этой жизни..
Хорошее в искусстве всегда индивидуально и редко. Поэтому я с радостью рекомендую читателям книгу песен Григория Дикштейна. Их нужно, конечно, слушать в авторском исполнении, отдельно от него они неизбежно что-то теряют. Но я уверен, что даже перенесенные на книжные странцы певучие слова дадут представление не только о таланте и профессиональном мастерстве автора, но и о его темпераменте, артистизме, вкусе, о каких-то личностных качествах, о свойствах души. Его песни настолько откровенны и искренни, что из них видно, какой человек их сложил. Видно, что это человек добрый и страстный, остроумный, размышляющий, склонный к философскому созерцанию. Видно, что он не может мириться и не мирится с социальной несправедливостью, с несвободой и ложью. У него есть песни смешные и печальные, публицистически-гражданственные и потаенно-лирические, веселые и серьёзные, даже трудные, заставляющие прослушать и перечитать их не один раз для того, чтобы понять глубинный смысл. Мне особенно дорого и близко, что Григорий Дикштейн пришёл «оттуда», из моих шестидесятых, — именно в эти годы он начал писать свои песни, — но мне кажется, что эти песни проживут ещё многие десятилетия. Я люблю его песню «Легенда о мастере», в ней речь о Булгакове, но по сути это гимн профессиональному мастерству, которое Дикштейн ценит в других и к которому сам причастен в высшей степени. Казалось бы песни даются ему легко, безусильно. Но ему нравится самому себе ставить самые трудные технические задачи и разрешать их легко и весело. Такое стихотворное мастерство представляется мне замечательным и удивительным. Настоящая песня не может не быть профессиональной. И в моих глазах, как и в глазах многочисленных слушателей и почитателей, автор замечательных песен Григорий Дикштейн прежде всего профессионал и Мастер.

## Магнитные альбомы
- «Песни Григория Дикштейна» (1992),
- «Как это делалось…» (1992) и
- «Две души» (1995),

## Виниловые пластинки
- «И отзовётся эхо…» Москва, «Мелодия» (1987)
- «Как это делалось» Москва, «Мелодия» (1989)
- «Танго с секретом» Москва, «Мелодия» (1990)

## Компакт-диски
- «Крылья, клеенные воском» (1998),
- «Старое танго с секретом» (1999),
- «Как это делалось…» (2001 год, ремейк пластинки)
- «Лаокоон и другие» (2003).
- «Слепок с натуры». Концертные записи 1974—90 гг. (2006)
- «Пересыхающий ручей». Юбилейный сборник (2006)
- «Приметы времени» 2020 г.